# 春名剛生
春名 剛生（はるな ごお）は、日本のテレビプロデューサー。
現在はフジテレビ編成局にて、同局編成担当。

## 人物
- フジテレビ入社後はアニメプロデューサー、バラエティでは荒井昭博や坪田譲治の下でAP（アシスタントプロデューサー）を担当した後、黒木彰一チーフプロデューサーの下で上野貴央と共にプロデューサーを担当していた。
- 2017年7月1日付で編成局に異動した。

## 現在の担当番組
レギュラー
- 突然ですが占ってもいいですか?（企画）

スペシャル
- 目撃!超逆転スクープ（編成）
- 逮捕の瞬間!警察24時（編成）
- FNSラフ&ミュージック〜歌と笑いの祭典〜（編成）
- コムドットって何？（編成）

## 過去の担当番組
- AP（アシスタントプロデューサー）
  - チョナン・カン
  - 笑っていいとも!新春祭
- 協力プロデューサー
  - 夜の笑っていいとも!春・秋のドラマ特大号
- プロデューサー（バラエティ）
  - SMAP×SMAP
  - 女子アナスペシャル
  - SMAP GO!GO!
  - 笑っていいとも!特大号
  - SMAP PRESENTS ドラマの裏の本当のドラマ
  - 中居正広の(生)スーパードラマフェスティバル
  - タモリ・中居のドラマチック・リビングルーム
  - FNS27時間テレビ 笑っていいとも! 真夏の超団結特大号!! 徹夜でがんばっちゃってもいいかな?
  - 武器はテレビ。SMAP×FNS27時間テレビ
  - 森田一義アワー 笑っていいとも!
  - 笑っていいとも!増刊号
  - 笑っていいとも!ラストクリスマス特大号
  - 忘文
  - 中居のかけ算
  - FNS5000番組10万人総出演! がんばった大賞
  - 痛快TV スカッとジャパン
  - さんタク
- プロデューサー（アニメ）
  - WOLF'S RAIN
  - 灰羽連盟
  - 藍より青し
  - ちびまる子ちゃん
  - キディ・グレイド
  - デジモンフロンティア
- 編成（企画）
  - もろもろのハナシ
  - おじゃMAP!!（以前はプロデューサー）
  - ジャニーズJr.dex【月一回放送】
  - 有吉の夏休み【特番】
  - でんじろうのTHE実験（編成）